# Fullständig (modellteori)
Inom matematisk logik sägs en teori T vara fullständig om för varje sluten formel kan avgöras i T.

## Formell definition
Låt {\displaystyle T} vara en teori i ett språk S. {\displaystyle T} sägs vara fullständig om för varje sluten formel
{\displaystyle \phi \in S} gäller antingen
{\displaystyle T\vdash \phi } eller {\displaystyle T\vdash \neg \phi }
Detta villkor är ekvivalent med att {\displaystyle T} är maximal, dvs att det inte finns någon konsistent mängd formler {\displaystyle T'} så att
{\displaystyle T\subset T'} men {\displaystyle T\neq T'}.

## Exempel
- Givet en modell M är mängden av formler sanna i M en fullständig teori.
- Teorin för algebraiskt slutna kroppar är fullständig.
- Teorin för en tät linjär ordning utan ändpunkter är fullständig.
- Mer allmänt är varje teori som är kategorisk i något kardinaltal fullständig.
- Teorin för differentiellt slutna kroppar är fullständig.
- Peanoaritmetiken är inte fullständig.
- Mer allmänt så är ingen rekursivt axiomatiserbar teori som interpreterar aritmetiken fullständig.